# 細尾光牙寶蓮燈魚
細尾光牙寶蓮燈魚，為輻鰭魚綱脂鯉目脂鯉亞目脂鯉科的其中一個種。分布於中美洲哥斯大黎加及巴拿馬Puntarenas省太平洋沿岸淡水流域，體長可達3.4公分，棲息在海拔20至90公尺的溝渠、水池及溪流，以植物、藻類等為食，生活習性不明。